# Bjarni Grimolfsson
Bjarni Grimolfsson é um personagem da Saga de Érico, o Vermelho, um víquingue do século X de Breiðafjörður na Islândia a quem se lhe imputa o descobrimento das costas de Vinlândia em oposição à versão da saga dos gronelandeses que outorga maior protagonismo a Bjarni Herjólfsson.

## Descobrimento da América
Bjarni acompanhou o seu parceiro Thorhall Gamlason para a Gronelândia e permanece junto a Érico, o Vermelho. Mais tarde adere à expedição de Thorfinn Karlsefni para a Vinlândia. 
No regresso da exploração ao seu assentamento na Vinlândia, a embarcação de Bjami Grimolfsson desvia-se de seu trajeto e entra em águas infestadas de taredos, antes de ter dado conta de que a embarcação teria sido danificada e començado a afundar. Em circunstâncias normais este tipo de molusco não consegue penetrar a madeira tratada e selada com gordura e breu, no entanto, quando a tripulação analisou a situação se deram conta que a embarcação no suportaria mais peso do que metade dos seus tripulantes.
Bjarni decidiu fazer um sorteio, e não faria eleição pela categoria dos homens, a princípio todos queriam salvar-se mas acabaram por se convencer que esta seria a única solução e aceitaram o sorteio. Chegada a vez de Bjarni, um dos jovens da tripulação lembrou-lhe que isso não foi o que lhe prometera quando partiu da propriedade do seu pai na Islândia e então Bjarni trocou a sua posição e permaneceu na embarcação, aceitando o seu destino.
Segundo os sobreviventes do barco que chegaram ao assentamento, possivelmente Bjarni e todos os que ficaram concluiram que a embarcação não aguentou a pressão dos moluscos e o peso da tripulação.